# Lip (bloem)

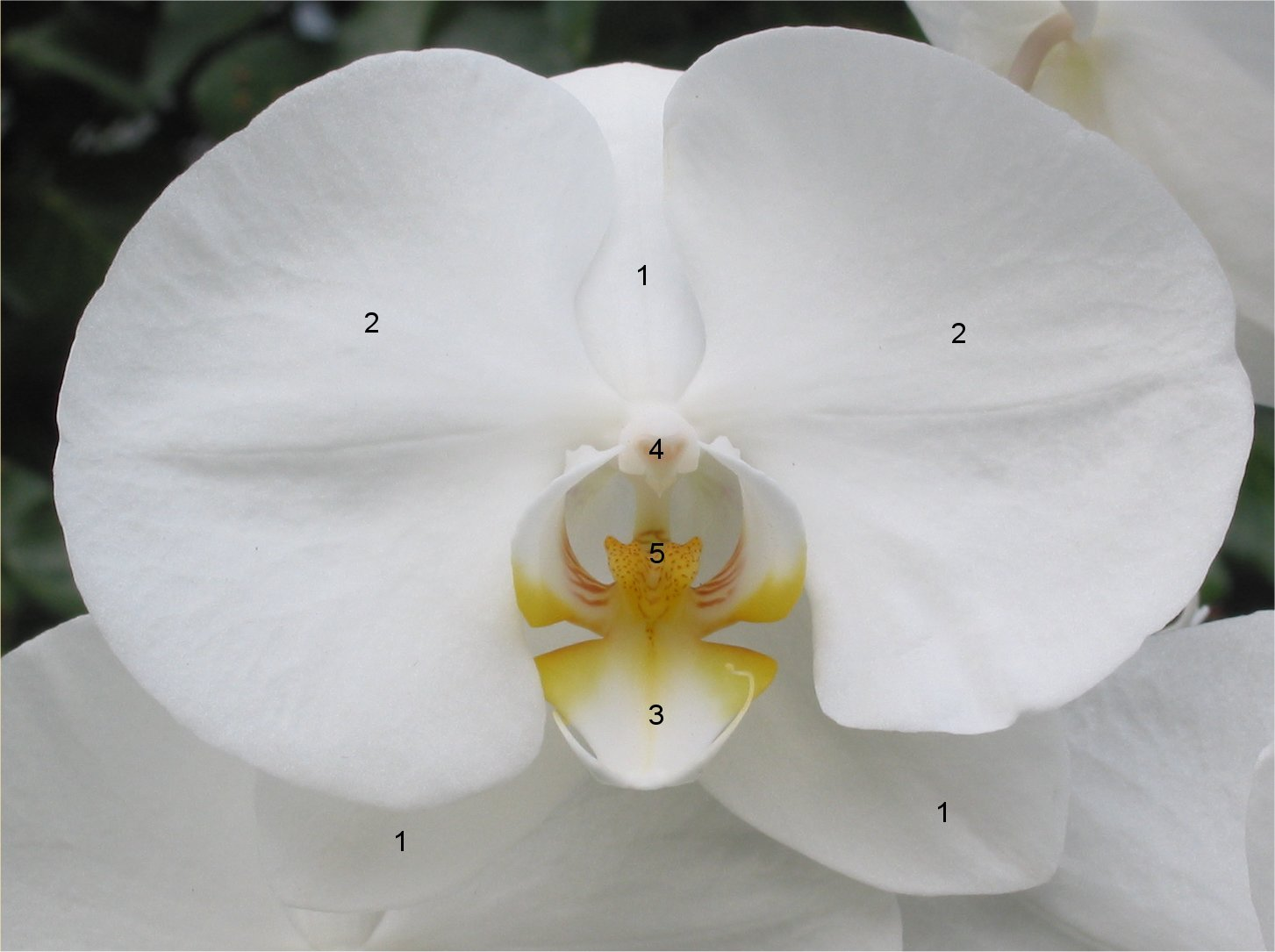
Phalaenopsis 1: buitenste bloemdekbladen; 2: binnenste bloemdekbladen; 3: lip; 4: hierachter zitten de pollinia (stuifmeelklompjes); 5: stempel.

Een lip of labellum is in de plantenmorfologie een opvallend deel van de bloem dat dient om insecten aan te trekken en als landingsplaats voor die insecten om de bestuiving mogelijk te maken.
De lip is een omgevormd kroonblad (petaal) dat duidelijk verschilt van de andere kroonbladen door de grootte, vorm, structuur, kleur of tekening.
Een lip komt voor bij verschillende plantenfamilies zoals de orchideeën, de lipbloemenfamilie, de gemberfamilie, de Corsiaceae en de Cannaceae.

## Orchideeën
Oorspronkelijk was de lip van een orchidee opwaarts gericht en vormde zo een afdakje boven het gynostemium. Bij een aantal soorten, zoals de spookorchis (Epipogium aphyllum) en de vanilleorchis (Nigritella), is dit nog steeds het geval. Het is echter duidelijk dat deze positie de bestuiving bemoeilijkt: het inwendige van de bloem is minder zichtbaar en de bestuiver, een vliegend insect, moet een ingewikkeld manoeuvre uitvoeren om ondersteboven op de lip te kunnen landen.
Tijdens de evolutie van de orchideeën zijn er verschillende mechanismen ontstaan die de bloem tijdens het openen 180° draaien of kantelen, een proces dat resupinatie genoemd wordt. Daardoor wijst de lip van de meeste orchideeën nu neerwaarts.

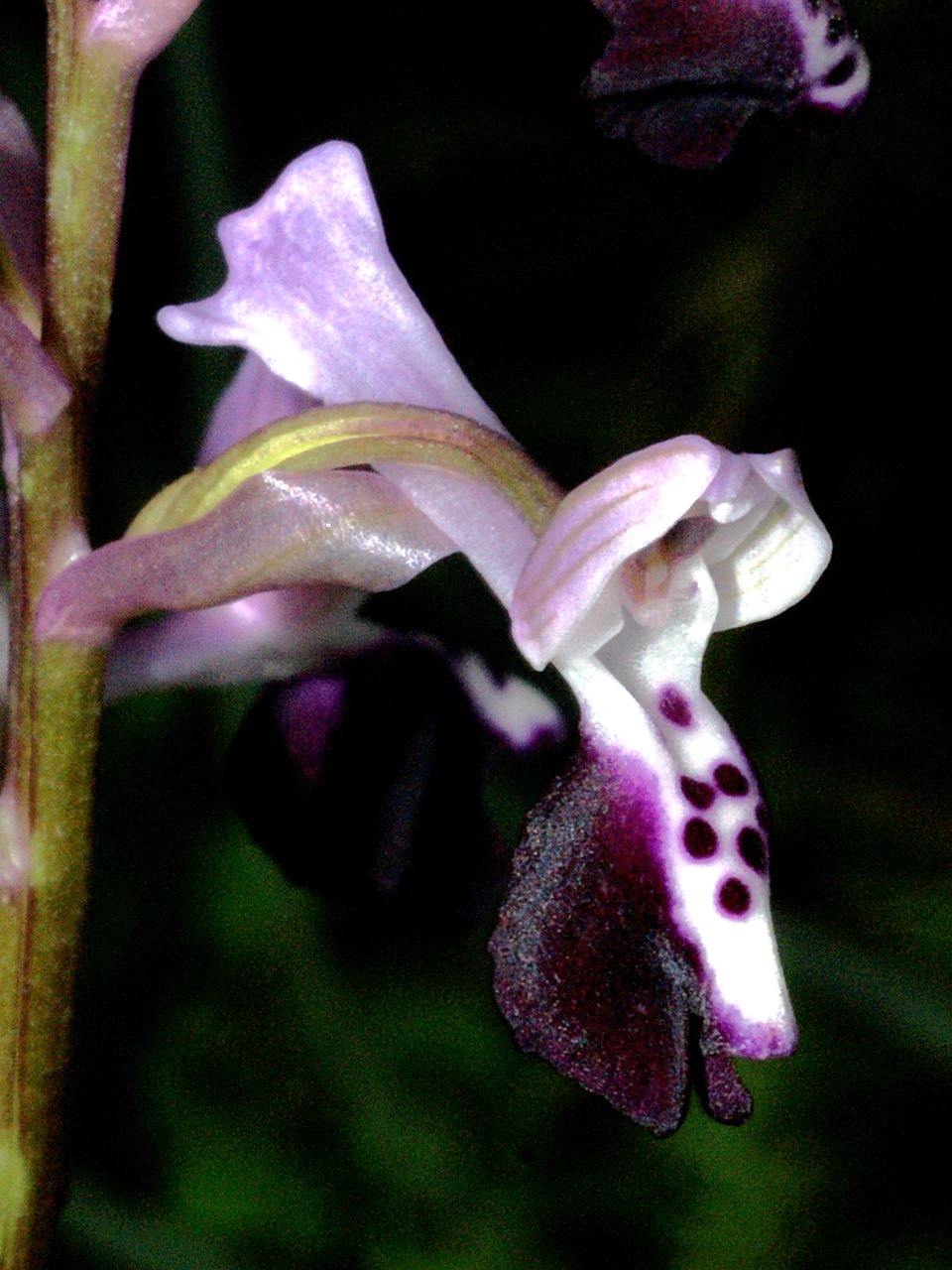
Bloem van een Orchis met opwaarts gerichte spoor. Let ook op de bloemsteel, die een draaiing vertoont.

### GeslachtOrchis
Bij vele orchideeëngeslachten, zoals dat van de orchissen (Orchis) en de muggenorchissen (Gymnadenia), is de lip door zijn afwijkende vorm en kleur en tekening het meest opvallende deel van de bloem. Dikwijls zit er aan de basis van de lip een spoor, die nectar bevat.

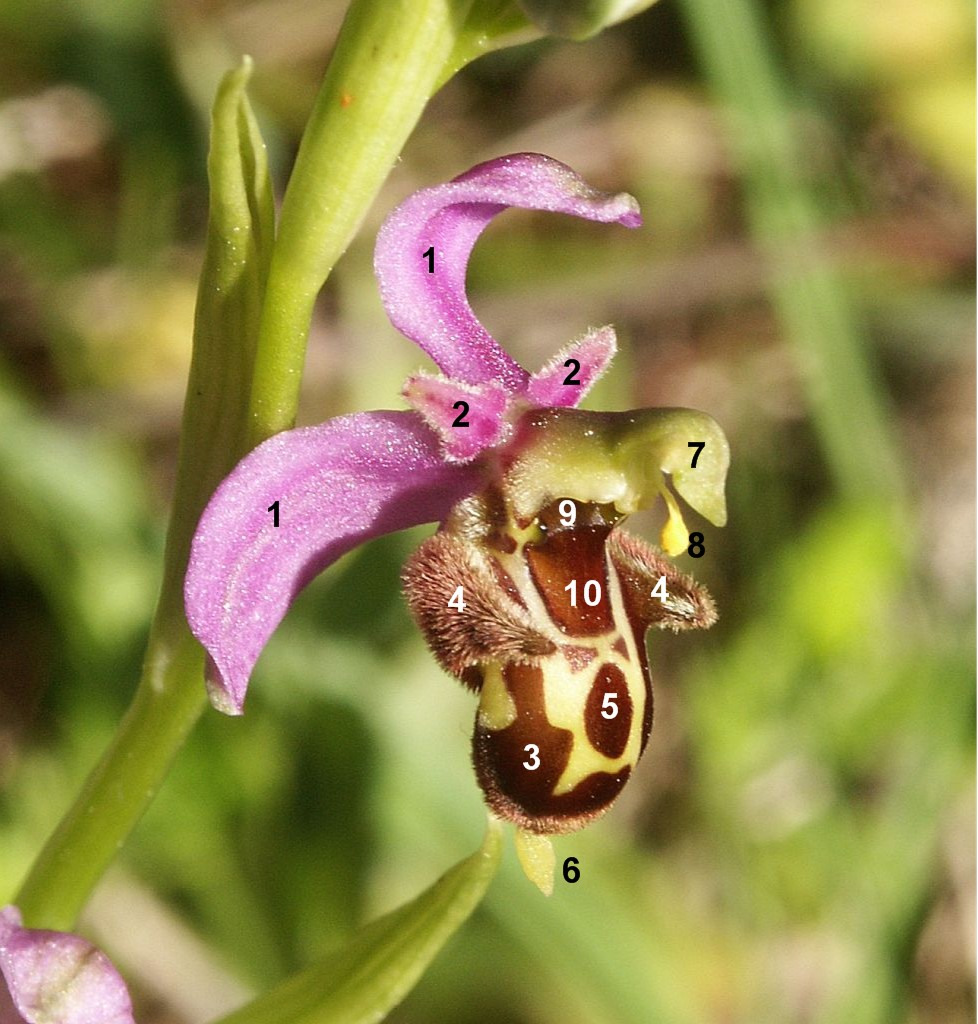
Detail van de bloem van een Ophrys. 1: buitenste bloemdekbladen; 2: binnenste bloemdekbladen; 3: labellum - middenlob; 4: labellum - zijlobben; 5: speculum; 6: aanhangseltje; 7: gynostemium; 8: pollinia (stuifmeelklompjes); 9: stempelholte met pseudo-ogen; 10: basaal veld

### GeslachtOphrys
Bij spiegelorchissen (Ophrys) zijn de overige bloemdekbladen van de binnenste krans zelfs zover gereduceerd en in vorm en kleur gelijk aan (of zelfs kleiner dan) de buitenste bloemdekbladen, dat de lip het beeld van de bloem bepaalt. De aantrekkelijkheid voor bestuivers wordt nog verhoogd door attributen die specifiek zijn voor of afwijken bij spiegelorchissen:
- behaarde zijlobben die op vleugels lijken;
- het speculum, een opvallend en contrasterend gekleurde vlek in het midden van de lip;
- de stempelholte, een meestal donker gekleurde, komvormige uitholling in de bloemlip aan de basis van het gynostemium, waarvan de vorm, kleur, en versiering soortspecifiek zijn;
- pseudo-ogen, donkere, glanzende en bolvormige structuren aan beide zijden van de stempelholte, die de ogen van het insect imiteren;
- het basaal veld, een deel van de lip tussen de stempelholte en het speculum dat dikwijls feller gekleurd is dan de rest van de lip;
- onderaan de lip hebben sommige soorten ook nog een geel aanhangsel, waarvan de functie niet duidelijk is.

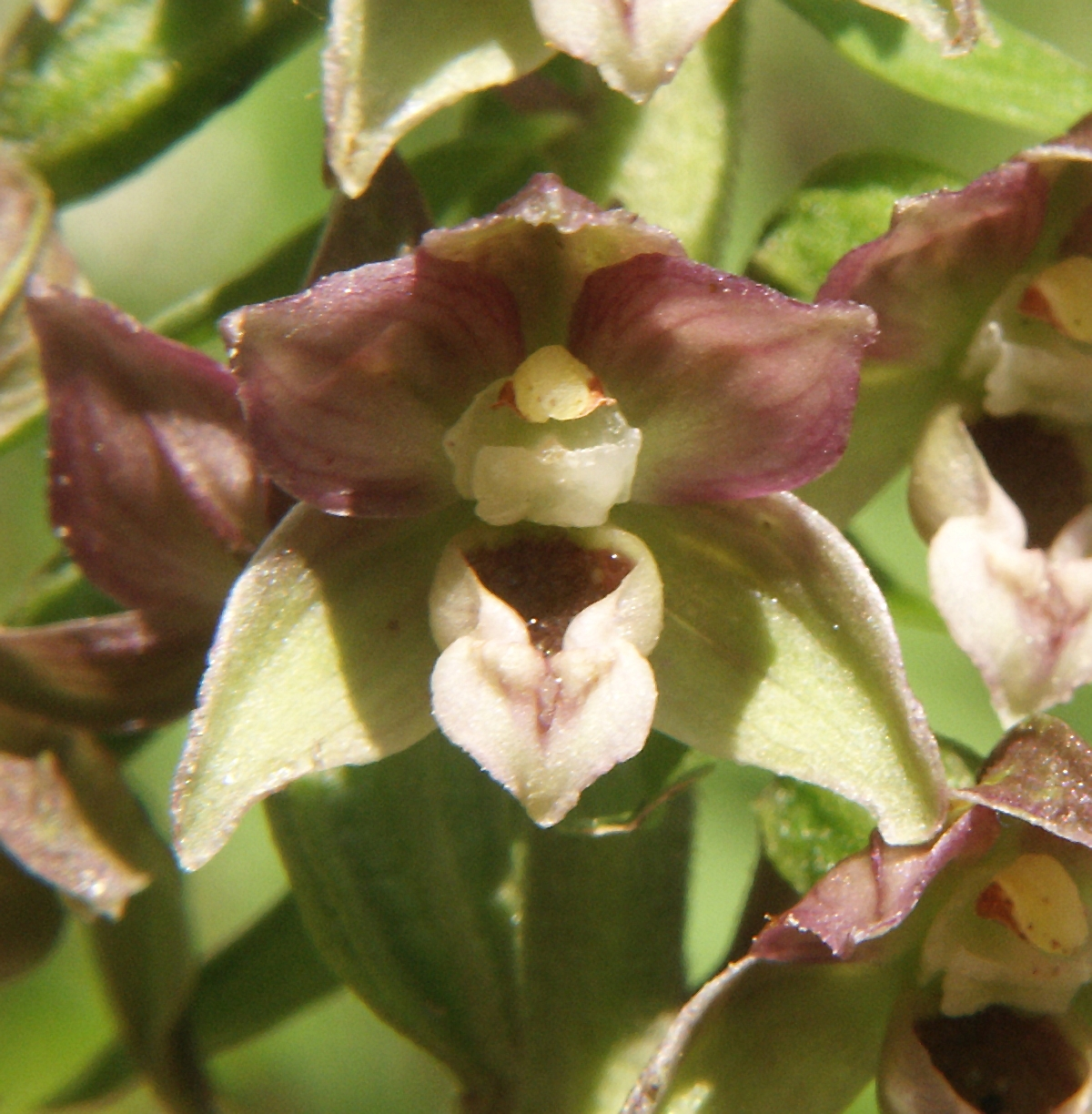
Bloem van een Brede wespenorchis (Epipactis helleborine) met gedeelde lip

### GeslachtEpipactis
Bij wespenorchissen (Epipactis) is de lip in twee delen verdeeld, een basale (=dichtst bij de bloembodem gelegen) hypochiel en een distale epichiel, die via een insnoering vast of beweeglijk met elkaar verbonden zijn. De epichiel dient als landingsplatform, de hypochiel vormt een bekertje dat nectar bevat. Wanneer het insect van deze nectar wil drinken, komt zijn kop in contact met de pollinia, die dan aan de insectenkop blijven kleven en zo bij een volgende bloem voor de bestuiving kunnen zorgen.

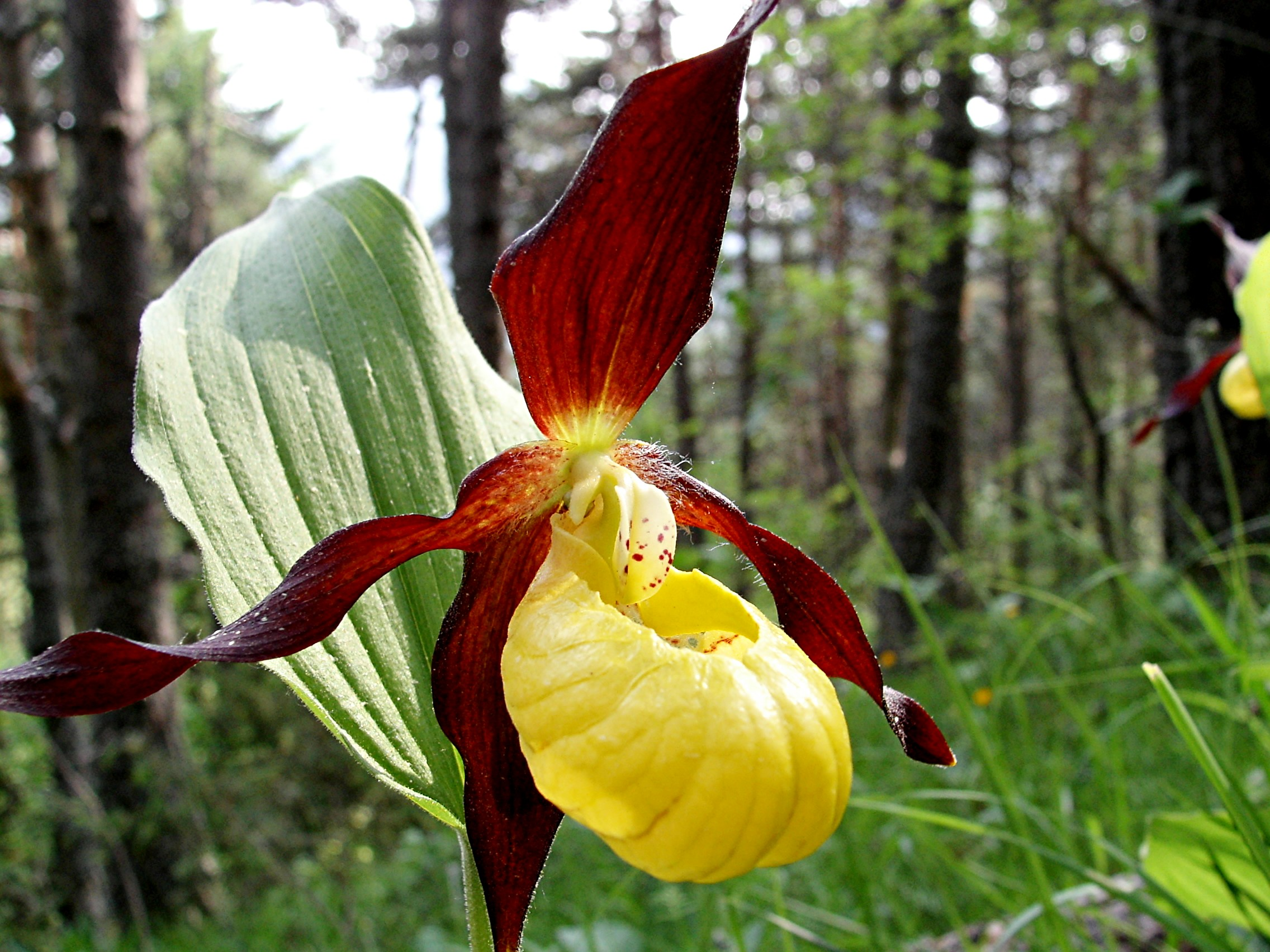
Bloem van een vrouwenschoentje met vergrote gele lip

### GeslachtCypripedium
Bij het geslacht Cypripedium, waartoe het vrouwenschoentje behoort, is de lip dan weer zo groot geworden, dat ze als een val fungeert voor bezoekende insecten; deze worden door geurstoffen in de val gelokt, maar kunnen die alleen verlaten door een smalle opening waarbij ze de pollinia of stuifmeelklompjes passeren.

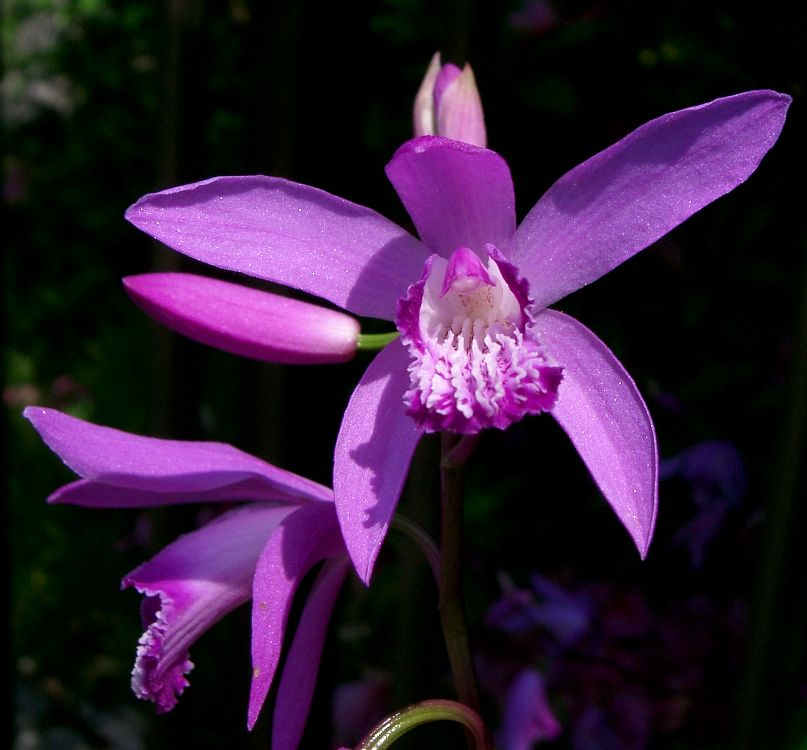
Bloem van een Bletilla met een opvallend gevormde callus op de lip

### Andere geslachten
Bij bepaalde tropische orchideeëngeslachten, zoals Bletilla, Dendrobium en Prasophyllum draagt de lip een callus, een opvallend gekleurde en verdikte vlek met een gelijkaardige functie als het speculum bij spiegelorchissen.